# Quy tắc Zaitsev
Trong hóa học hữu cơ, quy tắc Zaitsev (hay quy tắc Saytzeff, quy tắc Saytzev, quy tắc Zai-xép) là một quy tắc dự đoán sản phẩm chính trong các phản ứng tách.
Trong khi công tác tại Đại học Kazan, nhà hóa học người Nga Alexander Zaitsev đã nghiên cứu một loạt các phản ứng khử khác nhau và quan sát thấy một xu hướng chung trong các alken sản phẩm. Dựa trên xu hướng này, Zaitsev cho rằng các alken được hình thành với lượng lớn nhất là alken loại bỏ hydro từ carbon alpha (α-carbon) có ít nhóm thế là hydro nhất. Ví dụ, khi 2-iodobutane được xử lý bằng kali hydroxide có chứa cồn (KOH), 2-buten là sản phẩm chính và 1-buten là sản phẩm phụ.
Nói chung, quy tắc Zaitsev dự đoán rằng trong một phản ứng tách, sản phẩm được thay thế nhiều nhất sẽ là sản phẩm bền nhất, và do đó được ưa chuộng nhất. Quy tắc này không đưa ra khái quát về sự lập thể của alken mới hình thành, mà chỉ là sự phản ứng hóa học của phản ứng khử. Mặc dù hiệu quả trong việc dự đoán sản phẩm được ưu tiên cho nhiều phản ứng khử, quy tắc Zaitsev phụ thuộc vào nhiều ngoại lệ. Nhiều trong số chúng là sản phẩm của phản ứng Hofmann, bao gồm các hợp chất có nitơ bậc IV và có các nhóm tách ra như NR3+,SO3H,... Trong các trường hợp này thì sản phẩm Hofmann được ưu tiên. Nếu nhóm tách ra là halogen, trừ fluor thì các sản phẩm còn lại tuân theo quy tắc Zaitsev.